# Treinramp bij Ciurea

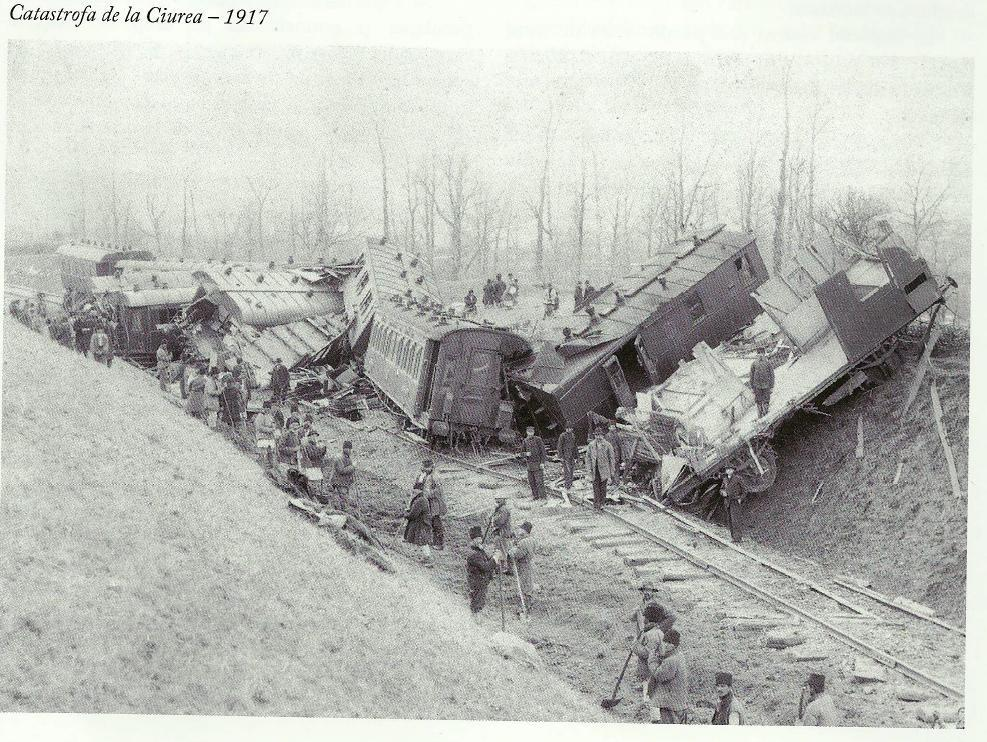
Treinramp bij Ciurea

De treinramp bij Ciurea vond plaats op 13 januari 1917 nabij het Roemeense dorpje Ciurea gelegen aan de spoorlijn van Iaşi naar Bârlad. Bij de ontsporing kwam tussen de 600 en 1000 gewonde Russische soldaten en burgervluchtelingen om het leven. Het is een van de grootste spoorwegrampen aller tijden en een van verschillende andere zeer grote treinrampen aan het einde van de Eerste Wereldoorlog.
In een trein met twee locomotieven en 26 overvolle wagens (met reizigers op het dak en tussen de wagens) werd de westinghouse-drukrem per ongeluk onklaar gemaakt door een soldaat. Tussen verschillende andere wagens waren de remslangen versleten omdat er overheen gelopen werd. Door een steile helling in de richting van het station van Ciurea kon de trein niet meer remmen. Hoewel de locomotieven in hun achteruit werden gezet en er zand op de rails werd gestrooid om een grotere grip te bereiken, was de remkracht niet genoeg om een ongeluk te vermijden. Omdat er een trein bij het station stilstond, was de wissel omgezet naar een parallelspoor. Door zijn hoge snelheid liep de lange trein uit de rails en vloog in brand.